# Mercedes-AMG F1 W11 EQ Performance
Der Mercedes-AMG F1 W11 EQ Performance war der Formel-1-Rennwagen des Mercedes-Werksteams für die Formel-1-Weltmeisterschaft 2020. Er ist der zwölfte Mercedes-Formel-1-Rennwagen insgesamt und der elfte der modernen Ära. Er wurde am 14. Februar 2020 in Silverstone präsentiert. Die Bezeichnung F1 W11 EQ Performance steht für Mercedes F1, das bei Mercedes-Benz traditionell nummerierte W für Wagen sowie die beworbene Submarke von Mercedes-Benz für Elektromobilität und Plug-in-Hybride (EQ).
Für die Entwicklung des Fahrzeugs zeichnete als Technischer Direktor James Allison gesamtverantwortlich. Angetrieben wurde der Rennwagen von dem weiterentwickelten 1,6-Liter-V6-Turbo-Hybridmotor von Mercedes AMG HPP aus der Vorsaison.
Mit dem innovativen F1 W11 EQ Performance (siehe z. B. DAS) konnte das Mercedes-Werksteam beide Weltmeistertitel erneut verteidigen. Lewis Hamilton wurde zum insgesamt siebten Mal Fahrerweltmeister und stellte damit den bisherigen Rekord von Michael Schumacher ein. Mit dem Wagen gelangen insgesamt 13 Grand-Prix-Siege, wovon elf durch Hamilton und zwei durch Valtteri Bottas eingefahren wurden.

## Technik und Entwicklung
Das Team nahm an den sechstägigen Vorsaisontests in Barcelona teil und fuhr dreimal Tagesbestzeit.
Der W11 ist das Nachfolgemodell des W10. Da das technische Reglement zur Saison 2020 weitgehend stabil blieb und die Regel-Epoche in die vorletzte Saison ging, beruht der Wagen auf dem gleichen aerodynamischen Grundkonzept mit geringer Anstellung und langem Radstand. Wie bereits der Vorgänger wurde der W11 von dem bewährten Technikerteam um John Owen, Eric Blandin und Mike Elliott unter der Leitung von Technikchef James Allison entwickelt.
Wie alle Formel-1-Fahrzeuge des Jahres 2020 ist der Mercedes-AMG F1 W11 EQ Performance ein hinterradangetriebener Monoposto mit einem Monocoque aus kohlenstofffaserverstärktem Kunststoff (CFK). Außer dem Monocoque bestehen auch viele weitere Teile des Fahrzeugs, darunter die Karosserieteile und das Lenkrad aus CFK. Auch die Bremsscheiben sind aus einem mit Kohlenstofffasern verstärkten Verbundwerkstoff.
Angetrieben wird der W11 vom Mercedes-AMG F1 M11 EQ Performance, einem in Fahrzeugmitte montierten 1,6-Liter-V6-Turbomotor von Mercedes AMG HPP sowie einem 120 kW starken Elektromotor, es ist also ein Hybridelektrokraftfahrzeug. Es handelte sich um die 2020er Ausbaustufe des seit 2014 verwendeten Formel-1-Motors von Mercedes. Die Kraft überträgt ein sequentielles, mit Schaltwippen betätigtes Achtganggetriebe.
Die Gesamtbreite des Fahrzeugs beträgt 2000 mm, die Breite zwischen Vorder- und Hinterachse 1600 mm, die Höhe 950 mm. Der Frontflügel hat eine Breite von 2000 mm, der Heckflügel von 1050 mm sowie eine Höhe von 820 mm. Der Diffusor ist 175 mm hoch sowie 1050 mm breit. Der Wagen ist mit 305 mm breiten Vorderreifen und mit 405 mm breiten Hinterreifen des Einheitslieferanten Pirelli ausgestattet, die auf 13-Zoll-Rädern montiert sind.

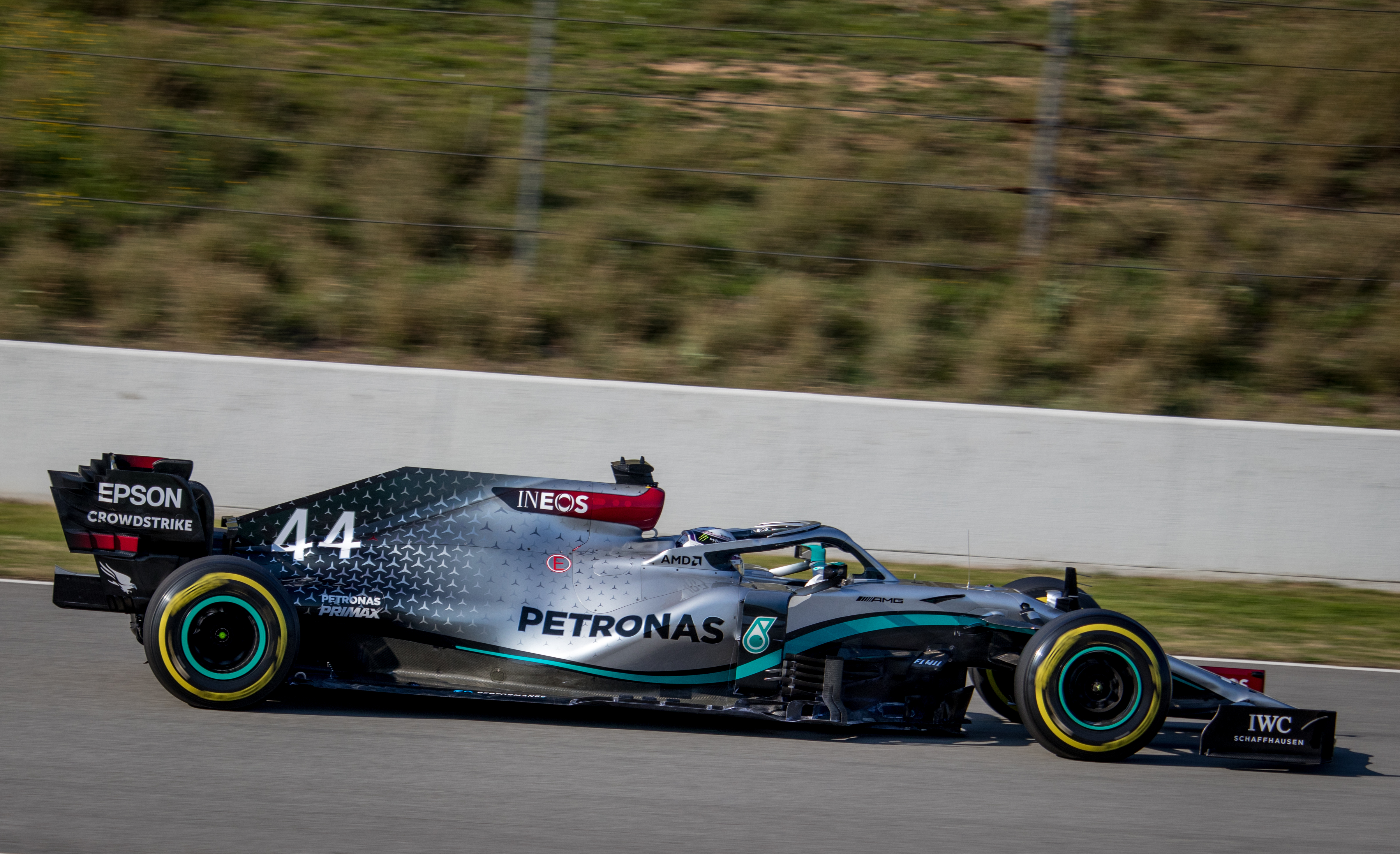
Das Grundkonzept mit langem Radstand und tiefer Bodenfreiheit an der Hinterachse blieb unverändert

Der Wagen ist eine Evolution des erfolgreichen Vorgängers, weist jedoch trotzdem einige Besonderheiten und Optimierungen auf. Nachdem die Kühlung der PU 2019 eine Schwachstelle des Gesamtpakets war, bestand eines der Entwicklungsziele in der Erhöhung der Kühlleistung, ohne aerodynamische Nachteile hinnehmen zu müssen. Einige Motorenkomponenten wurden zudem so optimiert, dass sie eine höhere Arbeitstemperatur erlaubten. Die Kühleinlässe konnten trotzdem nochmal verkleinert und die Seitenkästen tief unterschnitten werden, um die Anströmung zum Heck zu verbessern. Aus dem gleichen Grund wurden auch die Ansatzpunkte der Vorder- und Hinterradaufhängung am Chassis weiter hoch geschoben.
Im Zuge der Testfahrten vor der Saison wurde bekannt, dass der Wagen ein neuartiges Lenksystem namens DAS (engl.: Dual Axis Steering) besitzt. Durch diese neuartige, dreidimensionale Lenkung kann der Fahrer durch ein Ziehen am Lenkrad, vornehmlich auf geraden Strecke, die Spur der Vorderräder aktiv beeinflussen, um die Vorderräder z. B. im Qualifying oder im Rennen während Safety Car-Phasen ins Temperaturfenster zu bringen. Das Feature wurde erst am zweiten Testtag durch Onboard-Aufnahmen öffentlich. Das Team ließ sich die Legalität des Systems vor Testbeginn von der FIA bestätigen.
Beim Saisonstart in Österreich machte Red Bull von seinem Recht Gebrauch, Protest bei den Stewards gegen DAS einzulegen. Allerdings wurde dieser abgewiesen, da das aktiv bedienbare System von der FIA als Teil des Lenksystems und nicht des Aufhängungssystems angesehen wird. Eine aktive Radaufhängung wäre lt. Artikel 10.2.3 des technischen Reglements der FIA verboten. Zur Saison 2021 wurde das System verboten.
Der Rennwagen verfügte, wie alle Formel-1-Fahrzeuge seit 2011, über DRS und, wie bereits die Vorgänger W09 und W10, über das vorgeschriebene Halo-System zum Schutz des Fahrers.

## Lackierung und Sponsoring

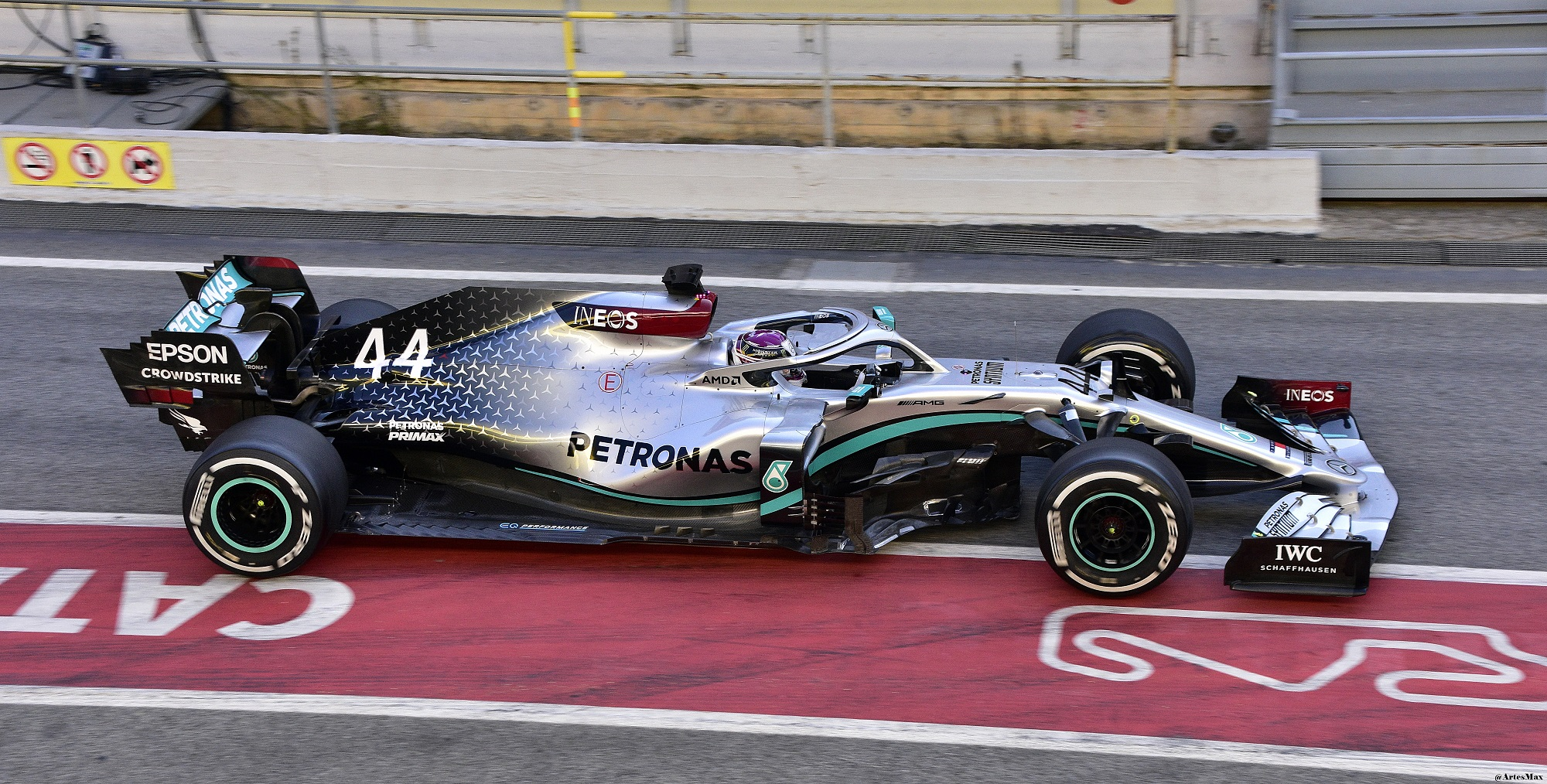
Lewis Hamilton bei Testfahrten vor der Saison in Barcelona

Der W11 EQ Performance war bei der Präsentation, den Testfahrten vor der Saison sowie beim geplanten Saisonauftakt in Australien in Silber lackiert. Zusätzlich gab es wegen des Hauptsponsors Petronas cyanfarbene Streifen sowie durch den Sponsor Ineos dunkelrote Farbakzente.
Als Statement gegen Rassismus und für mehr Diversität wurde nach den Protesten infolge des Todes von George Floyd die Grundfarbe des Fahrzeugs geändert und Silber wurde durch Schwarz ersetzt. Zudem wurde der Schriftzug „End Racism“ auf dem Halo-System angebracht.
Es warben AMD, Crowdstrike, Epson, Ineos, Petronas, Pirelli, IWC und Tommy Hilfiger auf dem Fahrzeug.

## Fahrer
Mercedes trat in der Saison 2020 erneut mit der Fahrerpaarung Lewis Hamilton und Valtteri Bottas an.
Nach dem Großen Preis von Bahrain wurde Hamilton positiv auf COVID-19 getestet und durfte somit beim Großen Preis von Sachir nicht starten. Er wurde an dem Rennwochenende durch Williams-Fahrer und Mercedes-Nachwuchspilot George Russell vertreten. Russell fuhr mit Rang 9 seine ersten Punkte für Mercedes in der Formel 1 ein.

## Saisonverlauf
Zu Beginn der Saison Anfang Juli in Österreich präsentierte sich Mercedes als das stärkste Team, speziell im Qualifying. Valtteri Bottas gewann das Auftaktrennen, Lewis Hamilton wurde nach einer Fünf-Sekunden-Zeitstrafe als Vierter gewertet. Danach folgten Siege von Hamilton in der Steiermark, eine Woche später ebenfalls auf dem Red Bull Ring ausgetragen, sowie in Ungarn.
Auch in Silverstone zeigten sich die beiden Werksautos überlegen und fuhren im Qualifying über eine Sekunde gegenüber dem drittplatzierten Verstappen heraus. Im Rennen erlitten jedoch beide Fahrer in der Schlussphase Reifenschäden, wobei Bottas nach einem nötigen Boxenstopp nur Elfter wurde und Hamilton die letzte Runde noch hauchdünn vor Verstappen mit Plattfuß beenden konnte.
Beim Qualifying zum Italien-GP in Monza erzielte er in dem F1 W11 auf dem Weg zur Pole die höchste jemals gefahrene Durchschnittsgeschwindigkeit auf einer Runde. In einem insgesamt turbulenten Rennen am Folgetag mit dem Überraschungssieger Pierre Gasly wurde er jedoch nur Siebter, Bottas Fünfter.
Beim Großen Preis der Eifel auf dem Nürburgring egalisierte Hamilton mit seinem 91. Sieg zunächst Michael Schumachers Bestwert, bevor er durch den Sieg in Portugal zum neuen Rekordsieger avancierte.
Einen weiteren Doppelerfolg in der Reihenfolge Hamilton vor Bottas fuhr man beim Großen Preis der Emilia-Romagna in Imola ein. Damit sicherte sich Mercedes vorzeitig den siebten Konstrukteurstitel hintereinander und wurde damit zum alleinigen Rekordhalter. Mit einem überlegenen Sieg unter wechselhaften Wetterbedingungen wurde Hamilton in der Türkei im viertletzten Rennen der eingekürzten Saison vorzeitig zum siebten Mal Fahrerweltmeister. Er egalisierte damit den Rekord von Michael Schumacher. Außerdem war dies sein 73. Sieg mit Mercedes, soviele wie kein anderer Fahrer jemals für ein und dasselbe Team einfuhr.
Mercedes schloss die Konstrukteurswertung mit insgesamt 573 Punkten ab. Lewis Hamilton wurde mit 347 Punkten Weltmeister, während sich Bottas, der insgesamt 223 Zähler sammelte, wie im Jahr zuvor die Vizeweltmeisterschaft sicherte. George Russell belegte am Saisonende Platz 18 mit drei Punkten, die er bei seinem einzigen Einsatz für Mercedes in Bahrain einfuhr.

## Ergebnisse
| Fahrer                          | Nr.                             | 1 | 2 | 3 | 4  | 5 | 6 | 7 | 8 | 9 | 10 | 11  | 12 | 13 | 14 | 15 | 16  | 17 | Punkte | Rang |
| ------------------------------- | ------------------------------- | - | - | - | -- | - | - | - | - | - | -- | --- | -- | -- | -- | -- | --- | -- | ------ | ---- |
| Formel-1-Weltmeisterschaft 2020 | Formel-1-Weltmeisterschaft 2020 |   |   |   |    |   |   |   |   |   |    |     |    |    |    |    |     |    | 573    | 1.   |
| L. Hamilton                     | 44                              | 4 | 1 | 1 | 1  | 2 | 1 | 1 | 7 | 1 | 3  | 1   | 1  | 1  | 1  | 1  | INJ | 3  | 573    | 1.   |
| V. Bottas                       | 77                              | 1 | 2 | 3 | 11 | 3 | 3 | 2 | 5 | 2 | 1  | DNF | 2  | 2  | 14 | 8  | 8   | 2  | 573    | 1.   |
| G. Russell                      | 63                              |   |   |   |    |   |   |   |   |   |    |     |    |    |    |    | 9   |    | 573    | 1.   |

| Legende  | Legende            | Legende                                                          |
| Farbe    | Abkürzung          | Bedeutung                                                        |
| -------- | ------------------ | ---------------------------------------------------------------- |
| Gold     | –                  | Sieg                                                             |
| Silber   | –                  | 2. Platz                                                         |
| Bronze   | –                  | 3. Platz                                                         |
| Grün     | –                  | Platzierung in den Punkten                                       |
| Blau     | –                  | Klassifiziert außerhalb der Punkteränge                          |
| Violett  | DNF                | Rennen nicht beendet (did not finish)                            |
| Violett  | NC                 | nicht klassifiziert (not classified)                             |
| Rot      | DNQ                | nicht qualifiziert (did not qualify)                             |
| Rot      | DNPQ               | in Vorqualifikation gescheitert (did not pre-qualify)            |
| Schwarz  | DSQ                | disqualifiziert (disqualified)                                   |
| Weiß     | DNS                | nicht am Start (did not start)                                   |
| Weiß     | WD                 | zurückgezogen (withdrawn)                                        |
| Hellblau | PO                 | nur am Training teilgenommen (practiced only)                    |
| Hellblau | TD                 | Freitags-Testfahrer (test driver)                                |
| ohne     | DNP                | nicht am Training teilgenommen (did not practice)                |
| ohne     | INJ                | verletzt oder krank (injured)                                    |
| ohne     | EX                 | ausgeschlossen (excluded)                                        |
| ohne     | DNA                | nicht erschienen (did not arrive)                                |
| ohne     | C                  | Rennen abgesagt (cancelled)                                      |
| ohne     | keine WM-Teilnahme |                                                                  |
| sonstige | P/fett             | Pole-Position                                                    |
| sonstige | 1/2/3/4/5/6/7/8    | Punktplatzierung im Sprint-/Qualifikationsrennen                 |
| sonstige | SR/kursiv          | Schnellste Rennrunde                                             |
| sonstige | *                  | nicht im Ziel, aufgrund der zurückgelegten Distanz aber gewertet |
| sonstige | ()                 | Streichresultate                                                 |
| sonstige | unterstrichen      | Führender in der Gesamtwertung                                   |

## Technische Daten
| Mercedes-AMG F1 W11 EQ Performance: | Daten |
| ----------------------------------- | --- |
| Motor                               | Mercedes-AMG F1 M11 6-Zylinder-V-motor (Viertakt) mit Turbolader, zwei Energierückgewinnungssysteme: MGU-H (für Abgasenthalpie) und MGU-K (für rekuperatives Bremsen), Hybridsystem                                                             |
| Hubraum                             | 1600 cm³ |
| Bohrung                             | 80 mm |
| Hub                                 | 53 mm |
| Zylinderbankwinkel                  | 90° |
| Leistung                            | Über 698 kW (950 PS) bei 15.000/min |
| Aufladung                           | einstufiger Kompressor und Abgasturbine an einer gemeinsamen Welle |
| Ventilsteuerung                     | zwei obenliegende Nockenwellen |
| Kühlung                             | Wasserkühlung |
| Getriebe                            | Acht Vorwärtsgänge, ein Rückwärtsgang, Getriebegehäuse aus mit Kohlenstofffasern verstärktem Kunstharz (KFK), Hinterradantrieb |
| Schaltung                           | Sequenzielle Halbautomatik mit hydraulischer Aktivierung |
| Kupplung                            | Scheibenkupplung, Kupplungsscheibe aus mit Kohlenstofffasern verstärktem Kohlenstoff |
| Bremsen                             | Scheibenbremsen mit innenbelüfteten Bremsscheiben und Belägen aus Kohlenstoff-Keramik von Carbon Industries mit „brake-by-wire“ (hinten), Brembo Bremssattel                                                                                    |
| Vorderradaufhängung                 | doppelte Querlenker aus KFK, Torsionsfedern über Schubstangen und Hebel betätigt |
| Hinterradaufhängung                 | KFK-Doppelquerlenker und innenliegende, über Zugstangen betätigte Federn und Dämpfer |
| Lenkung                             | Servounterstützte Zahnstangenlenkung |
| Lenkrad                             | Konstruktion aus KFK |
| Karosserie                          | KFK inklusive Motorabdeckung, Seitenkästen, Unterboden, Nase, Frontflügel und Heckflügel |
| Bauart                              | Kompositstruktur mit Deckschichten aus KFK und Wabenkern |
| Sicherheitsstrukturen               | Cockpit-Überlebenszelle mit Aufprall- und Eindringungsschutz, vordere Crash-Struktur, vorgeschriebene seitliche Crash-Strukturen, integrierte hintere Crash-Struktur, Überrollbügel vorne und hinten, Fahrer-Schutzvorrichtung aus Titan (Halo) |
| Radstand                            | 3698 mm |
| Reifen/Räder                        | Pirelli P Zero/OZ auf aus Magnesium geschmiedeten Rädern |
| Maße L × B                          | 5000 mm × 2000 mm |
| Leergewicht                         | 746 kg |
| Höchstgeschwindigkeit               | Über 340 km/h |

## Galerie

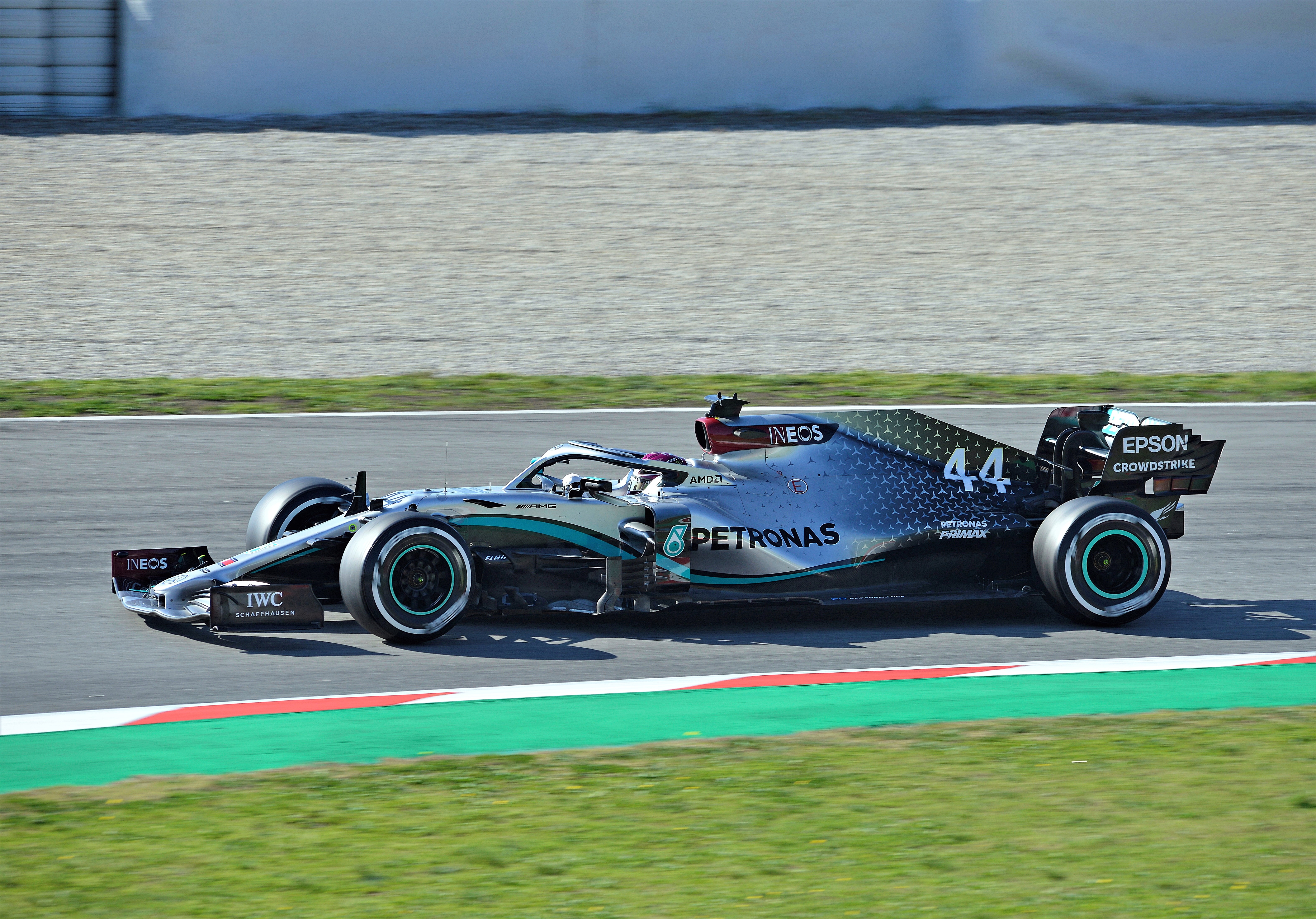
Der F1 W11 EQ Performance bei den Vorsaisontests noch silbern lackiert
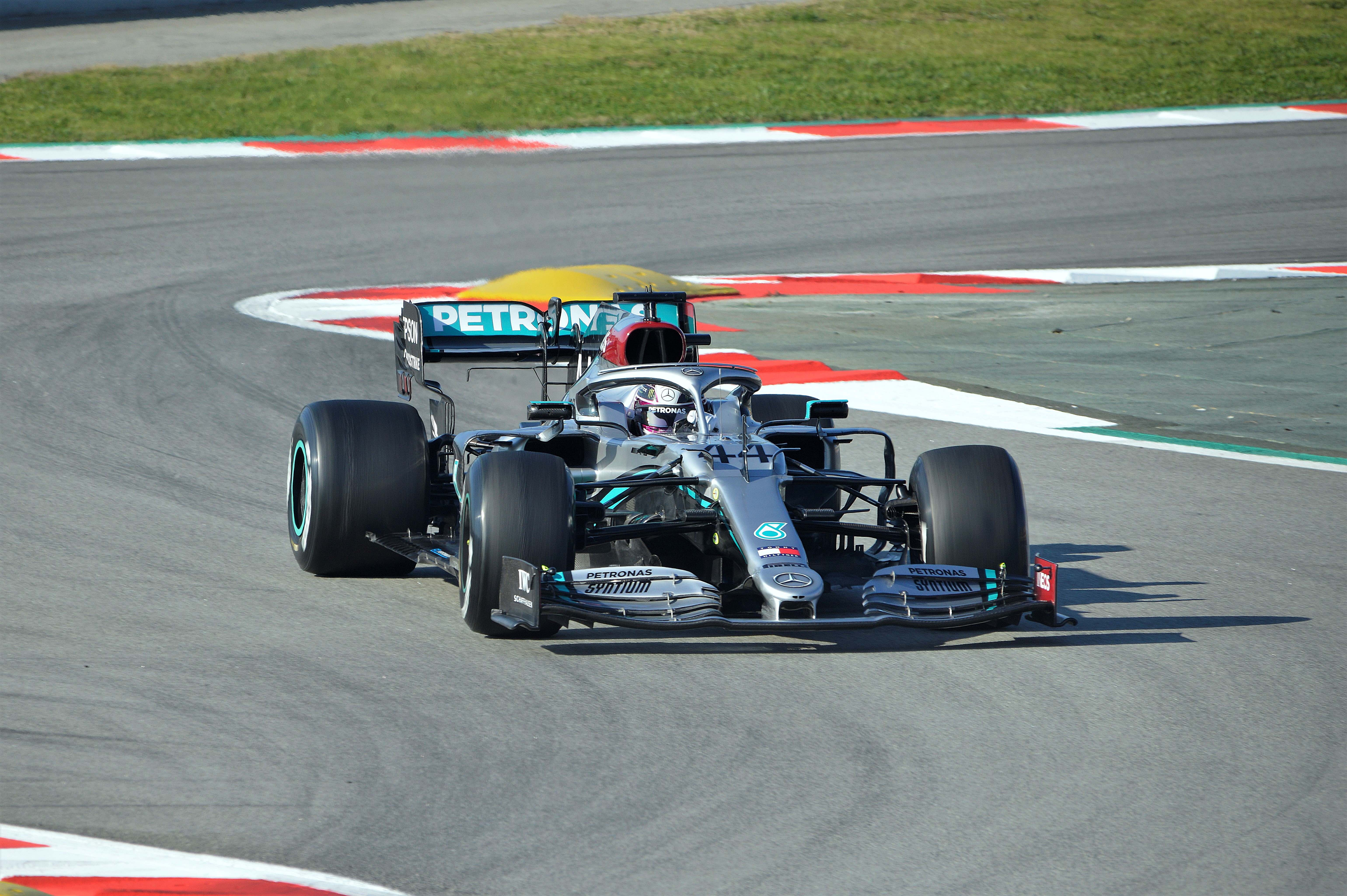
Hamilton bei den Vorsaisontests in Barcelona
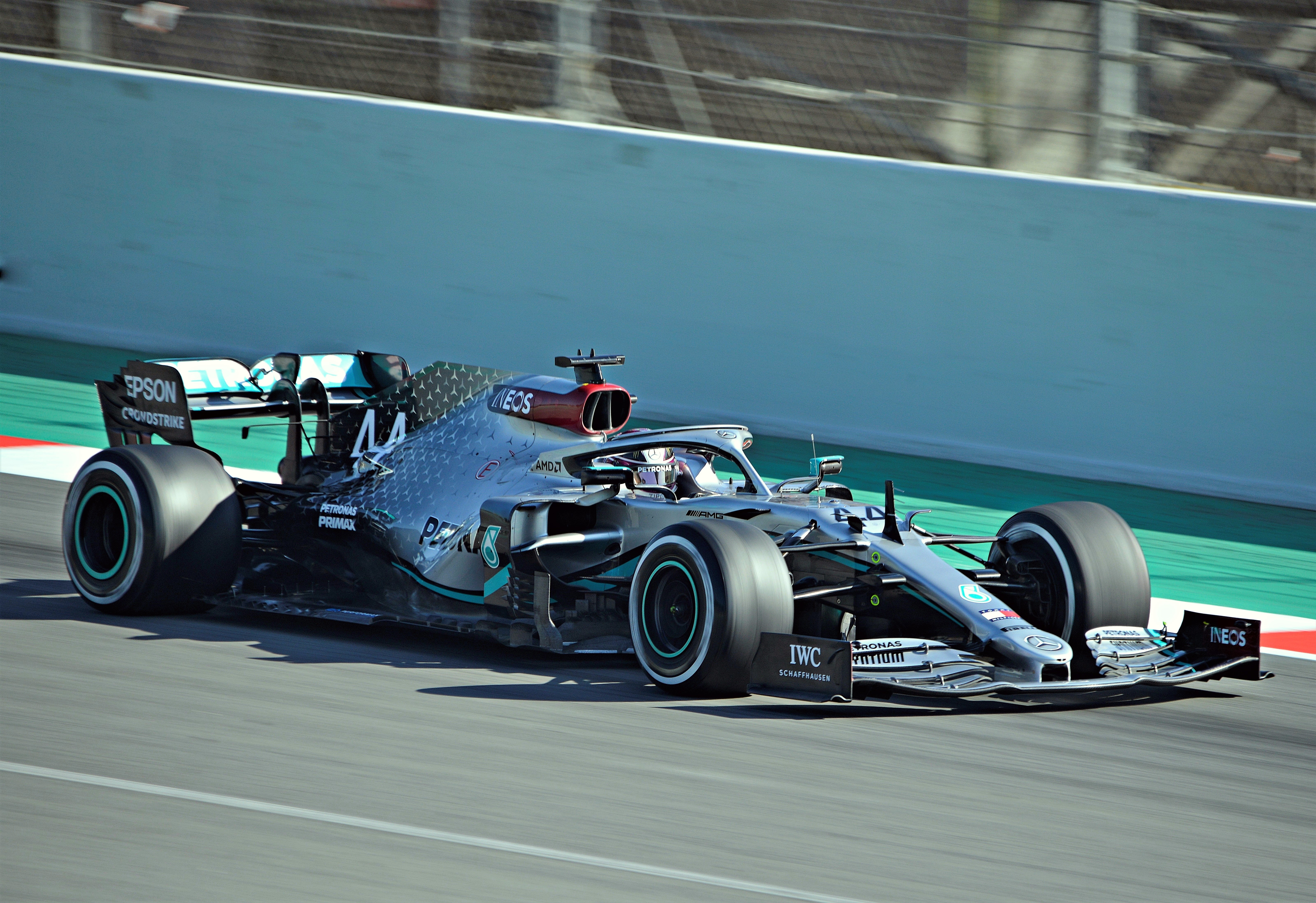
Der F1 W11 bei den Testfahrten vor der Saison
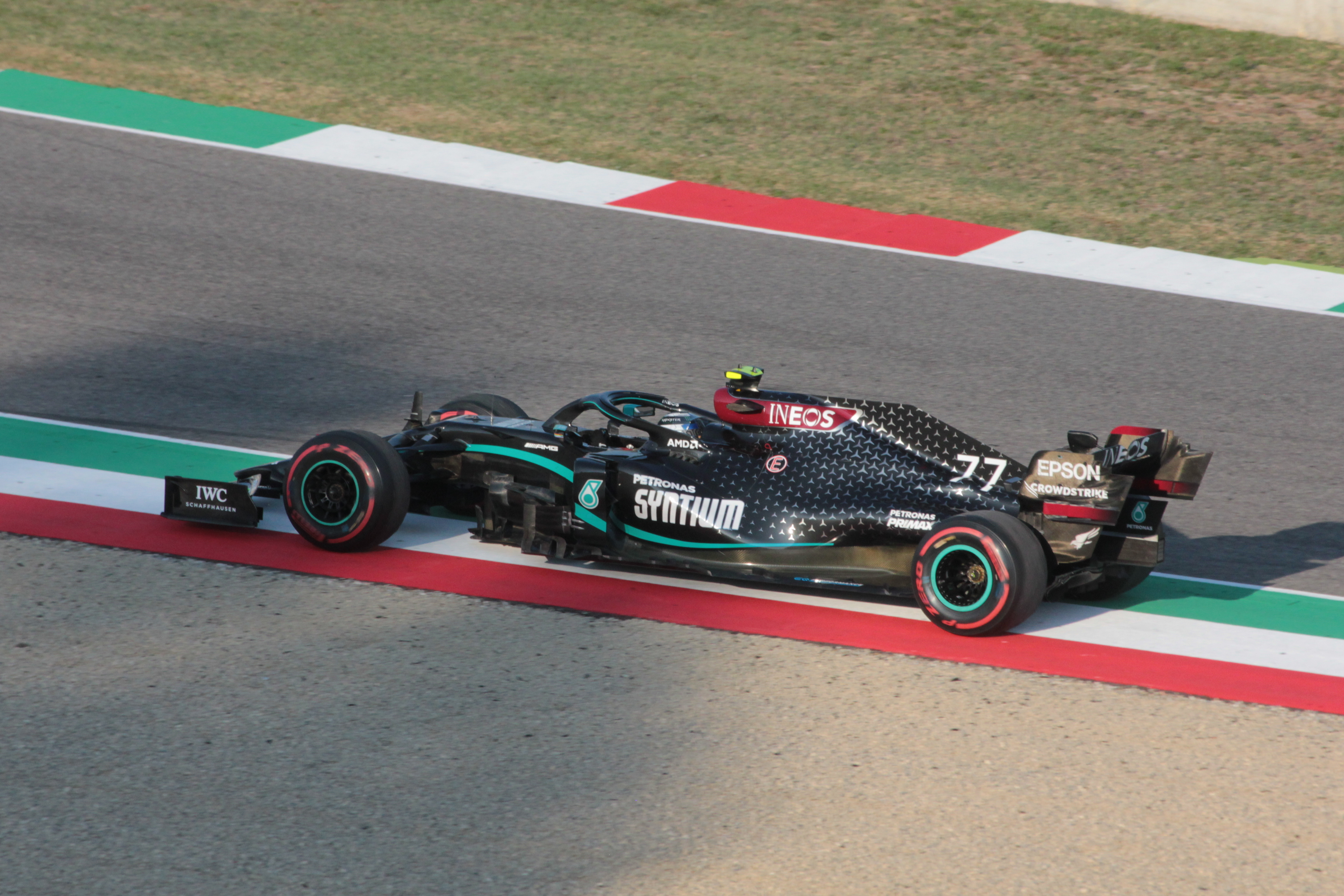
Bottas im F1 W11 EQ Performance beim Toskana-GP
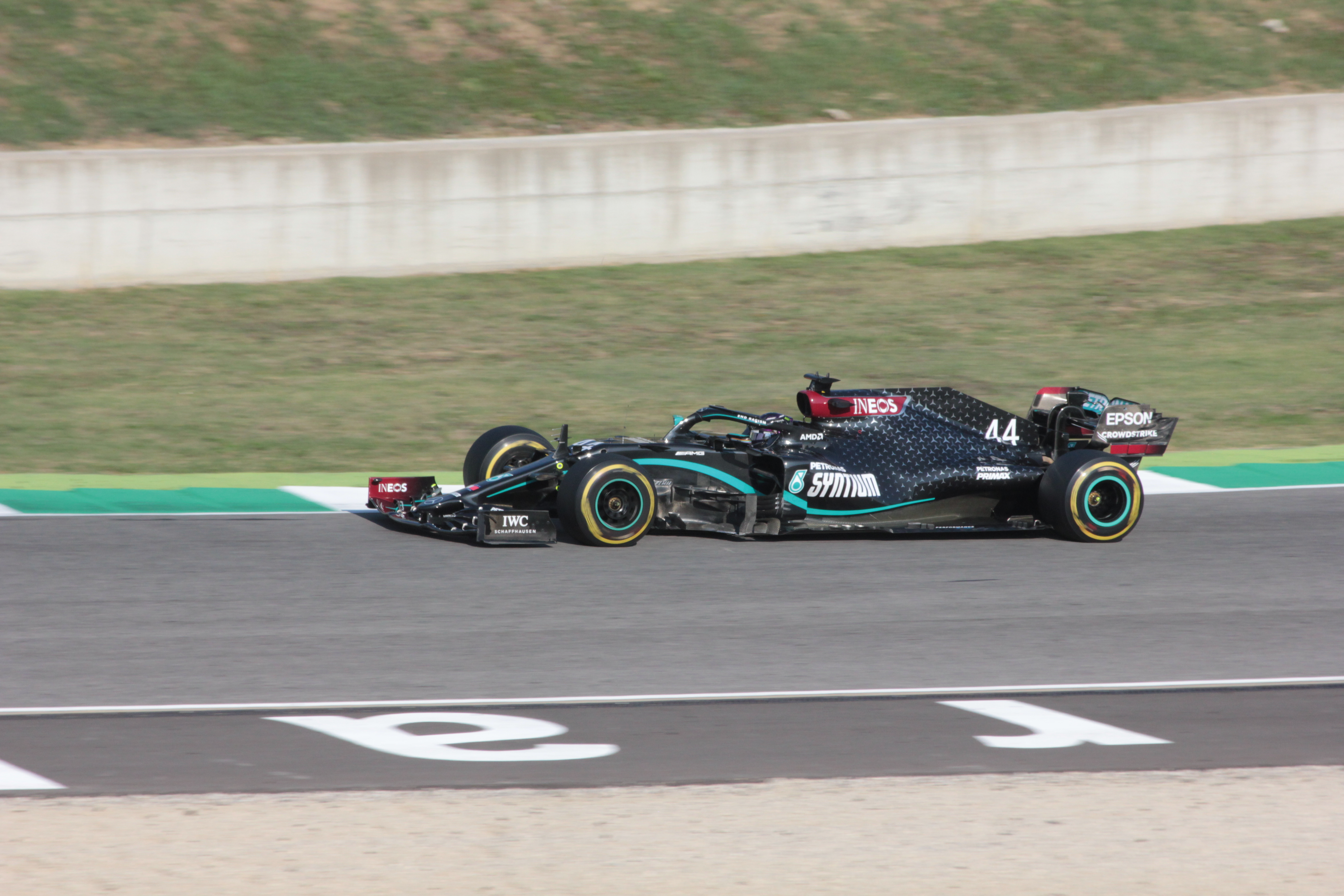
Hamilton im F1 W11 beim Toskana-GP
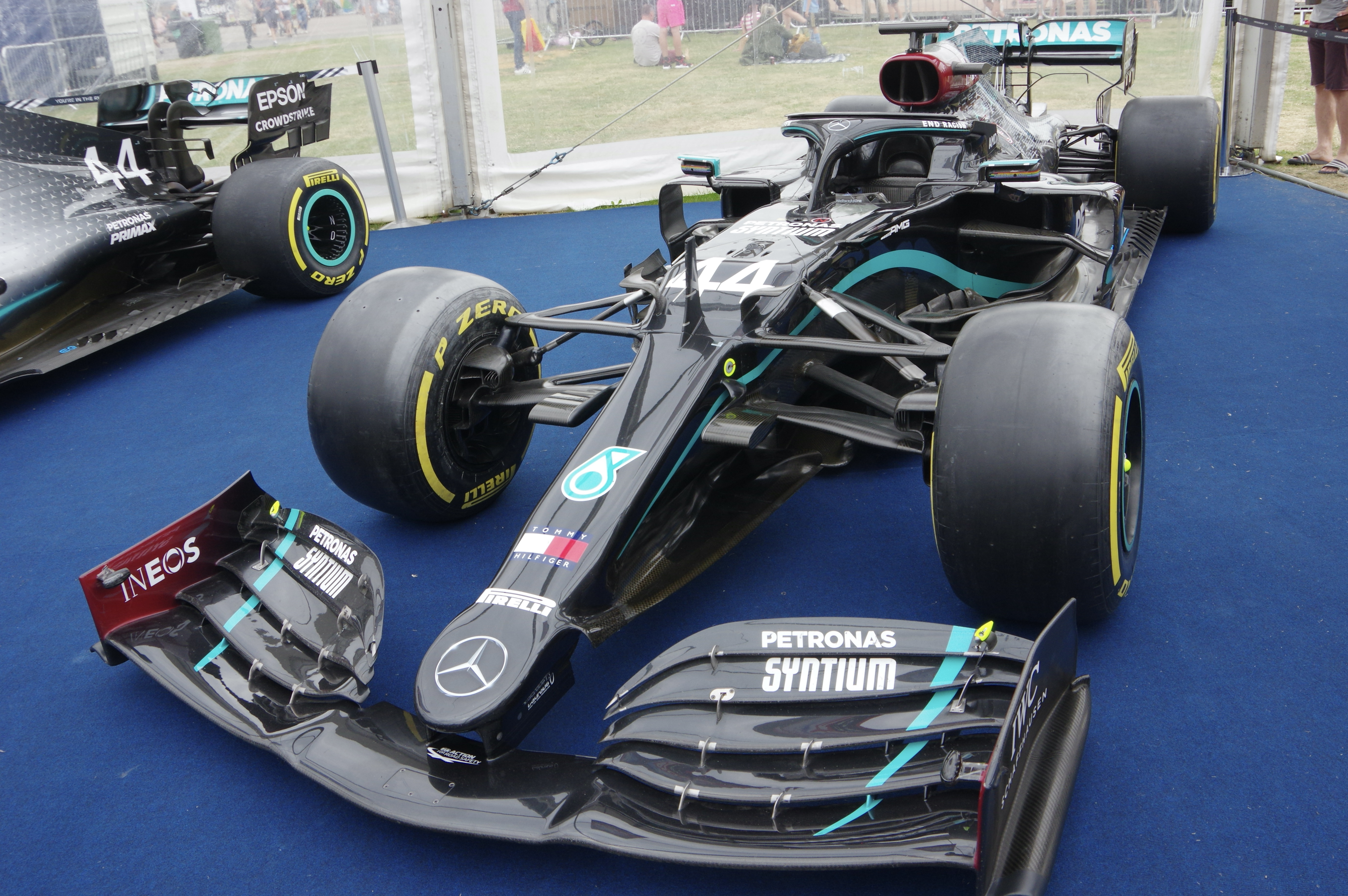
Nahaufnahme des F1 W11 bei einer Ausstellung in Silverstone